# Profesionalen Futbolen Klub Ludogorec 1945 2020-2021
Questa voce raccoglie le informazioni riguardanti il Profesionalen Futbolen Klub Ludogorec 1945 nelle competizioni ufficiali della stagione 2020-2021.

## Rosa
| N. |                           | Ruolo | Calciatore                  |
| -- | ------------------------- | ----- | --------------------------- |
| 1  | Croazia (bandiera)        | P     | Kristijan Kahlina           |
| 3  | Bulgaria (bandiera)       | D     | Anton Nedjalkov             |
| 4  | Bulgaria (bandiera)       | D     | Cicinho                     |
| 5  | Bulgaria (bandiera)       | D     | Georgi Terziev              |
| 7  | Brasile (bandiera)        | C     | Alex Santana                |
| 9  | Spagna (bandiera)         | A     | Higinio Marín               |
| 10 | Paesi Bassi (bandiera)    | A     | Elvis Manu                  |
| 11 | Bulgaria (bandiera)       | A     | Kiril Despodov              |
| 12 | Madagascar (bandiera)     | C     | Anicet Abel                 |
| 13 | Rep. del Congo (bandiera) | A     | Mavis Tchibota              |
| 18 | Bulgaria (bandiera)       | C     | Svetoslav Djakov (capitano) |
| 19 | Cipro (bandiera)          | A     | Pieros Sōtīriou             |
| 21 | Romania (bandiera)        | D     | Dragoș Grigore              |

| N. |                         | Ruolo | Calciatore         |
| -- | ----------------------- | ----- | ------------------ |
| 22 | RD del Congo (bandiera) | D     | Jordan Ikoko       |
| 23 | Bulgaria (bandiera)     | P     | Plamen Iliev       |
| 24 | Benin (bandiera)        | D     | Olivier Verdon     |
| 25 | Senegal (bandiera)      | C     | Stéphane Badji     |
| 27 | Bulgaria (bandiera)     | P     | Vladislav Stojanov |
| 28 | Romania (bandiera)      | A     | Claudiu Keșerü     |
| 30 | Romania (bandiera)      | D     | Cosmin Moți        |
| 32 | Portogallo (bandiera)   | D     | Josué Sá           |
| 37 | Ghana (bandiera)        | C     | Bernard Tekpetey   |
| 64 | Bulgaria (bandiera)     | C     | Dominik Yankov     |
| 82 | Bulgaria (bandiera)     | C     | Ivan Jordanov      |
| 88 | Bulgaria (bandiera)     | C     | Wanderson          |
| 95 | Brasile (bandiera)      | C     | Cauly              |